# Digama spilosoma
Digama spilosoma là một loài bướm đêm thuộc họ Erebidae. Nó được tìm thấy ở Châu Phi, bao gồm Nam Phi.